# Смит, Даниэль
Марлейна Даниэль Смит (англ. Marlaina Danielle Smith; род. 1 апреля 1971, Калгари, Альберта, Канада) — канадский политик, журналист, а также радиоведущая на CHQR. Занимала пост лидера партии Уайлдроуз с 17 октября 2009 года по 17 декабря 2014 года, когда она ушла в отставку, чтобы присоединиться к правящей Прогрессивно-консервативной ассоциации Альберты. Являлась членом Законодательного собрания Альберты с 23 апреля 2012 года по 5 мая 2015 год и лидером официальной оппозиции Альберты с 24 апреля 2012 года по 17 декабря 2014 года.

## Биография
Марлейна Даниэль Смит родилась 1 апреля 1971 года в Калгари и является второй из пяти детей. Её прадедом по отцовской линии был украинский эмигрант Филипп Колодницкий, чья фамилия была англизирована в Смит по прибытии в Канаду в 1915 году. В детстве её семья жила в субсидированном жильё.
Смит училась в Университете Калгари и получила степень бакалавра искусств по английскому языку и экономике. Во время учёбы в университете она активно сотрудничала с федеральными и провинциальными прогрессивными консерваторами и стала президентом университетского клуба прогрессивных консерваторов. Работа Даниэль в области государственной политики началась с годичной стажировки в Институте Фрейзера. Смит вышла замуж за своего второго мужа Дэвида Моретту, бывшего исполнительного продюсера Sun Media, в 2006 году.
В 1998 году в возрасте 27 лет Смит занялась политикой, баллотировавшись в попечительский комитет совета по образованию Калгари. Она победила, но меньше чем через год председатель пожаловалась, что правление стало дисфункциональным. В ответ провинциальный министр образования Лайл Оберг распустил весь совет. Годы спустя Смит признала, что она была слишком резкой во время своего пребывания на посту попечителя совета, и сказала, что этот опыт научил её быть более терпимой к тем, с кем она не согласна. Впоследствии Даниэль продолжила работать адвокатом для владельцев ранчо, фермеров и других сельских землевладельцев в Альбертской инициативе по правам собственности и Канадском научно-исследовательском институте прав собственности.
После того, как она проработала попечителем совета, Смит присоединилась к Calgary Herald в качестве обозревателя в редакционной коллегии. Затем она сменила Чарльза Адлера на посту ведущей национальной программы о текущих событиях Global Sunday, телешоу с интервью на Global Television. Она также вела две радиопрограммы, посвящённые политике в области здравоохранения и правам собственности.
В 2004 году Смит была включена в список Top 40 Under 40 (Топ 40 до 40) в Калгари.
В сентябре 2006 года она стала одним из организаторов Конгресса Калгари, национальной ассамблеи граждан, специалистов по экономике и конституционному законодательству для рассмотрения основных федеральных реформ в Канаде.
Смит была нанята Канадской федерацией независимого бизнеса в 2006 году, получив должность провинциального директора.
Она также является бывшим членом организации Девушек-гидов Канады и была представлена на музейной выставке 2013 года о выдающихся девушках-гидах в Музее Ред-Дир.

## Политика
Смит поддержала Теда Мортона на внутрипартийных выборах прогрессивных консерваторов в 2006 году. Мортон проиграл более центристскому Эду Стельмаху, и Смит всё больше разочаровывалась в том, что, по её словам, было «свободными расходами» Стельмаха. Смит ссылается на провинциальный бюджет 2008 года как на поворотный момент, когда она определила, что правительство Стельмаха «сбилось с пути».

### Партийное руководство
Смит ушла из Прогрессивно-консервативной ассоциации в 2009 году и присоединилась к партии Уайлдроуз. Тори были настолько расстроены дезертирством Смит, что они послали члена законодательного собрания Роба Андерсона, одного из наиболее консервативных в финансовом отношении членов их фракции, чтобы отговорить Даниэль от этого. Много лет спустя Смит вспоминала, как Андерсон рассказывал ей, что, несмотря на безрассудные траты и нежелание прислушиваться к чужому мнению, они были единственной заслуживающей доверия правоцентристской партией в провинции. Смит отказалась остаться, заявив, что нет никакой надежды на восстановление финансового благополучия Альберты при тори и что Уайлдроуз был единственным надёжным шансом для избрания консервативного в финансовом отношении правительства.
Позже в том же году Смит была завербована в Уайлдроуз, чтобы баллотироваться на пост председателя партии. После того, как Даниэль была избрана лидером, поддержка партии продолжала расти. Смит смогла убедить трёх прогрессивных консерваторов в правительстве присоединиться к Уайлдроуз: Роб Андерсон и Хизер Форсайт и Ги Бутилье.
В течение большей части времени до провинциальных выборов 2012 года казалось, что Смит была готова стать первой женщиной, которая приведёт партию к победе на выборах в Альберте. Многочисленные опросы показали, что партия Уайлдроуз может победить правящих прогрессивных консерваторов, которых также возглавляла женщина, премьер Элисон Редфорд. Прогрессивные консерваторы управляли провинцией с 1971 года, что стало вторым по продолжительности непрерывным периодом правления на уровне провинции. Партия Уайлдроуз получила 17 мест при 34,3 % голосов избирателей и получила статус официальной оппозиции Альберты.

### Воссоединение с Прогрессивно-консервативной ассоциацией
Весной 2014 года Редфорд была вынуждена уйти из политики из-за обвинений в коррупции, Смит и её партия выступили главными бенефициарами. Однако этот процесс застопорился, когда бывший министр федерального кабинета Джим Прентис стал лидером прогрессивных консерваторов. Смит был нанесён второй удар на ежегодном общем собрании партии, когда антидискриминационная резолюция, которую она решительно поддержала, была отклонена, когда её не было в зале.
17 декабря 2014 года Даниэль объявила, что она, заместитель Роб Андерсон и семь других членов законодательного собрания от Уайлдроуз присоединиться к прогрессивным консерваторам. Однако позже выяснилось, что Смит и Прентис уже несколько месяцев вели переговоры о возможном слиянии. Даниэль сказала, что несколько бесед с Прентисом показали, что у них много общего, особенно по финансовым вопросам. В конце концов, она пришла к выводу, что ей нет смысла продолжать сопротивление. Через несколько недель после того, как Смит присоединилась к прогрессивным консерваторам, в своём посте на Facebook она извинилась за уход из Уайлдроуз, за то, что не проконсультировалась с жителями Альберты, прежде чем принять решение. В то же время она настаивала на своём решении «объединить консерваторов» в провинции.
Смит потерпела поражение в выборе кандидата на выдвижение от прогрессивных консерваторов в Хайвуде от члена совета Окотокса Кэрри Фишер 28 марта 2015 года. Неудачу Смит приписывают её резкой смене партии, что многих разозлило. Затем Фишер проиграл кандидату от Уайлдроз Уэйну Андерсону на всеобщих выборах.
После ухода из провинциальной политики Смит присоединилась к калгарийской радиостанции CHQR в качестве ведущей дневного шоу.
В октябре 2022 была избрана лидером Объединённой консервативной партии, после этого возглавила правительство Альберты.

## Политические взгляды
Смит представляет себя либертарианцем, особенно в вопросах морали. Она выступает за аборты, а также поддерживает однополые браки. Инсайдер из Уайлдроуз сообщил редактору Calgary Herald Лисии Корбелле, что Смит становится всё более неудобно руководить партией с сильным оттенком социального консерватизма. Сама Даниэль рассказала CBC News, что поражение антидискриминационной резолюции заставило её серьёзно подумать о возвращении в Прогрессивно-консервативную ассоциацию. Во время провинциальных выборов 2012 года её сравнивали с кандидатом в вице-президенты США 2008 года Сарой Пэйлин.
У неё есть явная схожесть с бывшем лидером Реформистской партии Канады Престоном Мэннингом и Стивеном Харпером, с которым она делила наставника, Тома Флэнагана. Смит дистанцировалась от Флэнагана в феврале 2013 года после того, как он сделал спорные замечания по поводу детской порнографии.

## Личная жизнь
Смит живёт в Хай-Ривер, городке к югу от Калгари. В настоящее время она является ведущей радиопрограммы на CHQR в Калгари.